# Torneo UEMOA 2009
El Torneo UEMOA 2009 es la tercera edición de este torneo de fútbol a nivel de selecciones nacionales de África Occidental organizado por la WAFU y que contó con la participación de 8 países de la región.
Senegal venció en la final a Níger en Cotonú, Benín para ser campeón del torneo por primera vez.

## Fase de grupos
Todos los partidos se jugaron en Cotonú, Benín.

### Grupo A
| País          | J | G | E | P | GF | GC | GD | Pts |
| ------------- | - | - | - | - | -- | -- | -- | --- |
| Níger         | 3 | 2 | 1 | 0 | 5  | 1  | 4  | 7   |
| Togo          | 3 | 2 | 1 | 0 | 3  | 1  | 2  | 7   |
| Benín         | 3 | 1 | 0 | 2 | 4  | 3  | 1  | 3   |
| Guinea-Bissau | 3 | 0 | 0 | 3 | 1  | 8  | −7 | 0   |

| Equipo 1      | Resultado | Equipo 2      |
| ------------- | --------- | ------------- |
| Benín         | 0-1       | Togo          |
| Níger         | 3-0       | Guinea-Bissau |
| Togo          | 1-1       | Níger         |
| Guinea-Bissau | 1-4       | Benín         |
| Togo          | 1-0       | Guinea-Bissau |
| Benín         | 0-1       | Níger         |

### Grupo B
| País            | J | G | E | P | GF | GC | GD | Pts |
| --------------- | - | - | - | - | -- | -- | -- | --- |
| Senegal         | 3 | 2 | 1 | 0 | 4  | 0  | 4  | 7   |
| Costa de Marfil | 3 | 1 | 2 | 0 | 2  | 1  | 1  | 5   |
| Malí            | 3 | 1 | 1 | 1 | 2  | 2  | 0  | 4   |
| Burkina Faso    | 3 | 0 | 0 | 3 | 0  | 5  | −5 | 0   |

| Equipo 1        | Resultado | Equipo 2        |
| --------------- | --------- | --------------- |
| Senegal         | 3-0       | Burkina Faso    |
| Malí            | 1-1       | Costa de Marfil |
| Senegal         | 1-0       | Malí            |
| Burkina Faso    | 0-1       | Costa de Marfil |
| Malí            | 1-0       | Burkina Faso    |
| Costa de Marfil | 0-0       | Senegal         |

## Final
| Equipo 1 | Resultado | Equipo 2 |
| -------- | --------- | -------- |
| Níger    | 0-1       | Senegal  |

## Campeón
| Torneo UEMOA 2009   |
| ------------------- |
| Bandera de Senegal  |
| Senegal 1.er título |